# Arenite Ridge
Arenite Ridge ist ein steilwandiger Gebirgskamm aus Fels und Schnee im Norden der westantarktischen Alexander-I.-Insel. Er ragt dort über eine Länge von 24 km in nordsüdlicher Ausrichtung auf und bildet die Ostwand des Toynbee-Gletschers. Zu ihm gehören Mount Tyrrell und Mount Tilley.
Das UK Antarctic Place-Names Committee benannte ihn 1977 nach dem Sedimentgestein Arenit, aus dem er besteht.